# Barsilowie
Barsilowie (również Barsleci) – plemię huńskie zamieszkałe w VI wieku między Morzem Kaspijskim a Kubaniem, podbite w 558 roku przez Awarów. Znani są w źródłach chińskich jako jedno z piętnastu plemion huńskich tworzących konfederację ludów stepowych znaną z historii pod nazwą Hunów.
Wzmiankowani są w dokumentach z drugiej połowy VI wieku w związku z przekroczeniem przez Awarów stepów wschodnioeuropejskich. Dokładniejsze dane o Barsilach zawiera tzw. Nowa Lista geografii Ormian z VII wieku. Zgodnie z nią w delcie Wołgi „jest wyspa, na której lud Barsil (Barsils) chroni się przed bushki (bulhi – Bułgarzy) i przed Chazarami… Wyspa nazywana jest Czarną z powodu wielu żyjących Barsilów tam wraz z ich licznymi zwierzętami”. „Wyspa”, o której mowa, to prawdopodobnie kraina między rzeką Manuch a obecnym ujściem Wołgi. Region od dawna nazywany jest „czarnymi lądami”  i do dziś pełni rolę doskonałego zimowego pastwiska dla ludności Północnego Kaukazu. Istotna jest również uwaga geografa ormiańskiego, że Barsilowie posiadali liczne zwierzęta gospodarskie, czyli byli typowym ludem koczowniczym. 